# Lepidocyrtus paradoxus
Lepidocyrtus paradoxus is een springstaartensoort uit de familie van de Entomobryidae. De wetenschappelijke naam van de soort is voor het eerst geldig gepubliceerd in 1890 door Uzel.